# McVitie's

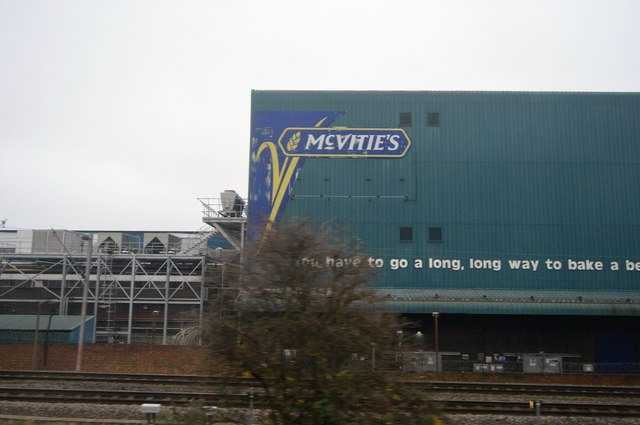
McVitie's kexfabrik i London, 2016.

McVitie's är ett brittiskt varumärke för kex och andra liknande produkter som ägs av företaget United Biscuits. Digestive såldes under detta varumärke i Sverige fram till 2001. Då ändrades varumärket till LU. Någon gång framemot 2006 började McVitie's åter dyka upp i butikshyllorna, parallellt med LU. I dag (2010) är det svårt att hitta LU i många butiker, medan McVitie's finns i de flesta. LU Sverige marknadsför dock fortfarande Digestive, men internationellt finns inte Digestive bland LU:s produkter.